# DEEN LIVE JOY Special YOKOHAMA ARENA
『DEEN LIVE JOY Special YOKOHAMA ARENA』(ディーン・ライブ・ジョイ・スペシャル・ヨコハマ・アリーナ)は日本のバンドDEENのライブ・ビデオ。

## 解説
1999年に横浜アリーナにて行われた公演の様子が収められている。

## 収録曲
1. love me
2. Keep on Dancin'
3. ひとりじゃない
4. 永遠をあずけてくれ
5. 瞳そらさないで
6. 夢であるように
7. Sha・la・la・la 〜I wish〜
8. Crazy for you
9. 君さえいれば
10. Memories
11. 眠ったままの情熱
12. JUST ONE
13. このまま君だけを奪い去りたい
14. 果てない世界へ
15. 翼を広げて
16. いつか僕の腕の中で
17. Burning my soul